# Darla Cristina González Arias
Darla Cristina González Arias (San Luis, Antioquia, Colombia, 19 de mayo de 1985) es una líder social, transgénero, activista y defensora de derechos humanos. Ha sido representante de víctimas del conflicto armado en la Mesa Nacional de víctimas con un amplio reconocimiento en el departamento de Nariño en donde vive desde el año 2008.

## Biografía
Darla Cristina González Arias nació en Antioquia, sin embargo, su liderazgo social y defensa de derechos humanos lo ha ejercido en el departamento de Nariño. A sus 15 años cuando todavía tenía el nombre con el que la bautizaron sus padres Cristian Camilo González, fue reclutada por el Frente 9 de las FARC-EP, del que escapó, situación que la obligó a huir durante varios años. El haber desertado generó una persecución constante para su familia que terminó desplazada.

## Activismo LGBTI
Recorrió varias ciudades del país buscando una oportunidad laboral y terminó ejerciendo la prostitución en las calles de Bucaramanga, trabajó en una peluquería en Ecuador hasta que llegó a Pasto en donde también ejerció la prostitución en el populoso sector del 20 de julio ubicado en el centro de la capital de Nariño. En esta ciudad conformó la Fundación Género Trans del Sur, a través de la cual defendió los derechos de las trabajadoras sexuales y la comunidad LGBTI de las agresiones policiales, emprendió varias acciones legales para evitar que fueran desalojadas de la Plaza del Carnaval lugar en donde ejercían el trabajo sexual.
Dejó la prostitución e inició la representación de sus compañeras en la mesa técnica LGBTI. Ha representado a las víctimas a través de la mesa municipal y la mesa nacional de participación de víctimas entre el 2015 y 2017, en donde hizo parte del equipo encargado del informe de seguimiento y monitoreo de cumplimiento a la ley 1448 de 2011, ley de víctimas.

## Persecución política
Ha sido objeto de dos atentados en su contra y al menos seis amenazas. En el 2011 su compañera de cuarto, otra mujer transgénero fue encontrada muerta en la vía a Ipiales, en ese mismo año Darla Cristina fue víctima de un desconocido que le propinó doce puñaladas.
Ha sido candidata al concejo de Pasto la primera vez por Cambio Radical y las dos últimas veces por el partido Alianza verde.
En el mes de octubre de 2017 fue objeto de amenazas a través de un panfleto por parte de las denominadas Autodefensas Gaitanistas de Colombia, uno de los brazos del Clan del Golfo.
Las intimidaciones en su contra han sido objeto de rechazo por parte de distintas organizaciones sociales y entidades públicas como la gobernación de Nariño en donde Darla Cristina González prestó sus servicios a través de la secretaria de género e inclusión social.